# GigaDevice
GigaDevice Semiconductor (китайский: 兆易创新; пиньинь: zhàoyì chuāngxīn) — китайский разработчик флэш-памяти NOR. Он также производит микроконтроллеры, некоторые из них основаны на архитектуре ARM (серия GD32), а другие — на архитектуре RISC-V (серия GD32V). Чипы GD32 были представлены в 2015 году и совместимы по распиновке и параметрам периферии с линейкой микроконтроллеров STM32.

## Микроконтроллеры
Микроконтроллеры серии GD32 основаны на ядре ARM Cortex-M3. Впервые были представлены в 2013 году из шести линеек продуктов: Basic, Mainstream, Value, Connectivity, Performance и Extend. Тактовая частота находится в диапазоне 48-120 МГц. Некоторые микросхемы GD32 совместимы по выводам с серией STM32 компании STMicroelectronics.
Серия GD32V была представлена в 2019 году, где технология ARM Cortex заменена специальной реализацией ядра микроконтроллера RISC-V под названием «Bumblebee Core» (разработанного Nuclei System Technology).